# 新井口站

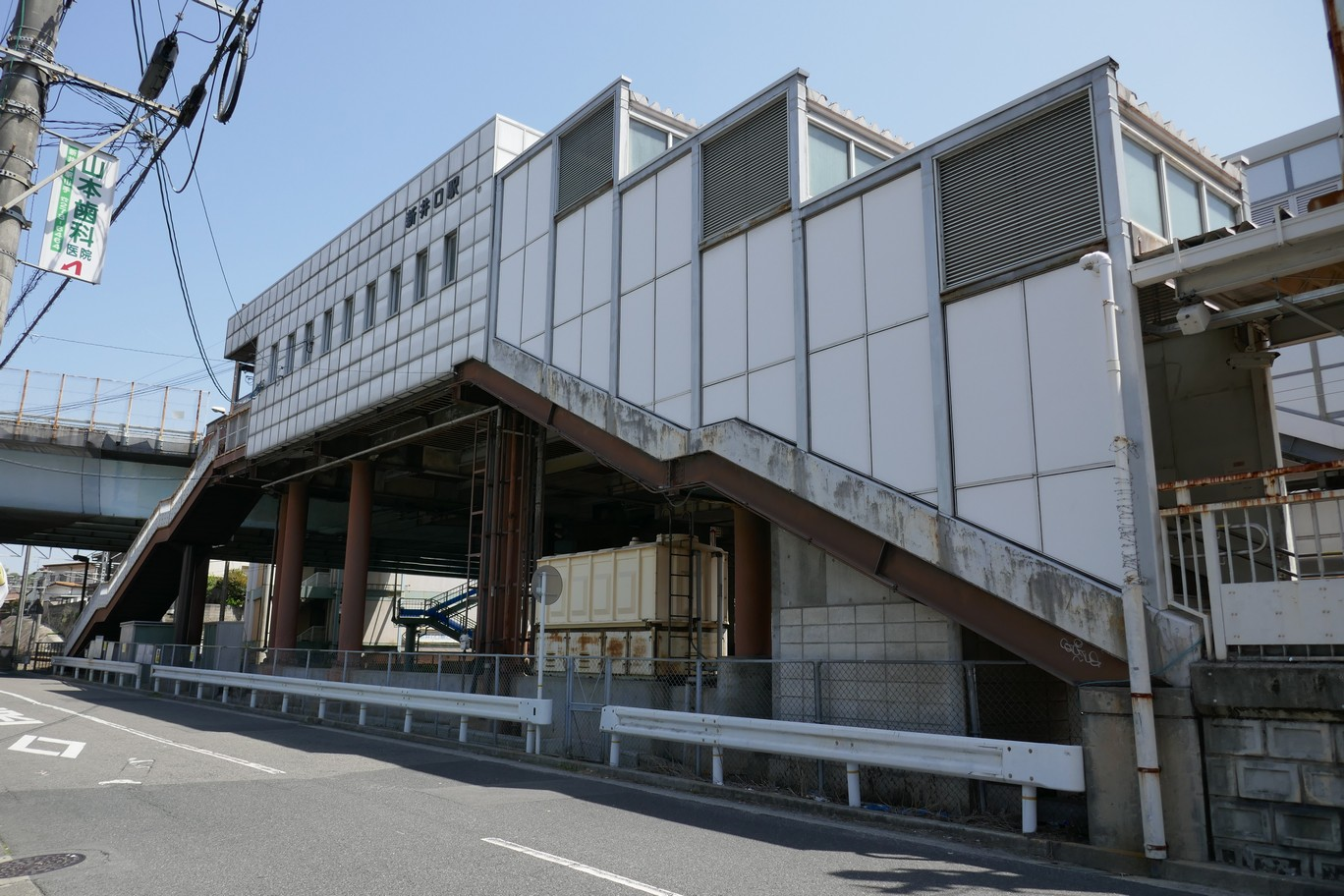
站房北側(2019年4月)

新井口站（日语：／ Shin-Inokuchi eki */?）是位於廣島縣廣島市西區井口一丁目，西日本旅客鐵道（JR西日本）山陽本線的車站。車站位於廣島城市網絡內。車站鄰接廣島電鐵宮島線的商工中心入口站。

## 歷史
- 1985年（昭和60年）3月14日 - 國鐵山陽本線西廣島站至五日市站之間開設此站。為旅客車站。
- 1987年（昭和62年）4月1日 - 伴隨國鐵分割民營化，車站由西日本旅客鐵道（JR西日本）營運。
- 1987年度 - 綠色窗口開始營業[1]。
- 1998年（平成10年）
  - 3月14日 - 在平日早上繁忙時間，上行快速列車[2]開始運行，但是此站為通過車站。
  - 10月3日 - 在平日黃昏繁忙時間，下行快速列車[2]開始運行，但是此站為通過車站。
- 2001年（平成13年）3月3日 - 成為快速「山陽城市快車」停車站。但是只在早上和黃昏運行[3]繼續通過。
- 2004年（平成16年）3月13日 - 成為快速「通勤快車」[4]停車站。
- 2007年（平成19年）
  - 5月30日 - 引入可支援ICOCA的自動閘機（日语：自動改札機）。
  - 9月1日 - 此站可以使用ICOCA。

## 車站構造
車站是一座設有跨站式站房的地面車站，設有2面2線的相對式月台，月台可容納8卡車廂。車站設有轉轍器和絶對信號機，被定義為停留所。由於月台設於彎位上，因此列車停站時會輕微傾斜。在月台上設有車長專用的閉路電視熒幕，在下行月台中設有警示燈與聲響提醒乘客上下車時需注意月台與車廂地面的空隙。1號月台上設有升降機。
此站為直營車站（由宮島口站管理）。車站可以使用ICOCA與其互相可以使用的IC卡。此站位於JR特定都區市內制度中，「廣島市內」的車站。車站印章是「廣島市的製造、物流據點車站」。

### 月台
| 月台 | 路線     | 上下行 | 方向                 |
| ---- | -------- | ------ | -------------------- |
| 1    | 山陽本線 | 下行   | 宮島口、岩國方向     |
| 2    | 山陽本線 | 上行   | 廣島、瀨野、三原方向 |

## 使用狀況
以下為近年1日平均乘車人次列表：
| 年度                | 1日平均 乘車人次 |
| ------------------- | ---------------- |
| 1984年（昭和59年）  | 2,684            |
| 1985年（昭和60年）  | 2,397            |
| 1986年（昭和61年）  | 3,092            |
| 1987年（昭和62年）  | 4,407            |
| 1988年（昭和63年）  | 5,513            |
| 1989年（平成 元年） | 5,596            |
| 1990年（平成02年）  | 7,072            |
| 1991年（平成03年）  | 7,315            |
| 1992年（平成04年）  | 7,579            |
| 1993年（平成05年）  | 7,871            |
| 1994年（平成06年）  | 7,867            |
| 1995年（平成07年）  | 7,944            |
| 1996年（平成08年）  | 7,921            |
| 1997年（平成09年）  | 7,621            |
| 1998年（平成10年）  | 7,524            |
| 1999年（平成11年）  | 7,378            |
| 2000年（平成12年）  | 7,418            |
| 2001年（平成13年）  | 7,396            |
| 2002年（平成14年）  | 7,121            |
| 2003年（平成15年）  | 7,245            |
| 2004年（平成16年）  | 7,328            |
| 2005年（平成17年）  | 7,322            |
| 2006年（平成18年）  | 7,375            |
| 2007年（平成19年）  | 7,461            |
| 2008年（平成20年）  | 7,450            |
| 2009年（平成21年）  | 7,568            |
| 2010年（平成22年）  | 7,568            |
| 2011年（平成23年）  | 7,634            |
| 2012年（平成24年）  | 7,733            |
| 2013年（平成25年）  | 7,889            |
| 2014年（平成26年）  | 7,837            |
| 2015年（平成27年）  | 8,096            |
| 2016年（平成28年）  | 8,225            |
| 2017年（平成29年）  | 8,491            |

乘車人次圖表

## 車站周邊
- 廣島電鐵 商工中心入口站
- 廣島電鐵荒手車廠（日语：荒手車庫）
- 廣島Sun Plaza（日语：広島サンプラザ）
- 廣島西警署（日语：広島西警察署）
- 廣島市中小企業會館（日语：広島市中小企業会館）
- 草津醫院
- 商工中心（日语：商工センター）
- 廣島中央批發市場（日语：広島中央卸売市場）
- 早稻田汽車學校
- 鈴峰團地（日语：鈴が峰住宅）
- ALPARK（日语：アルパーク） - 從車站內設有電動步道連接。
- 山田電機Tecc.Land ALPARK 前店
- COCO'S（日语：ココスジャパン）井之口店（前・Sunday's Sun）
- EDION（日语：エディオン） ALPARK南店

## 相鄰車站
西日本旅客鐵道
 山陽本線
■快速「城市快車」（只有星期六及假日服務）
通過
■快速「通勤快車」（只有平日早上上行班次）、■普通
西廣島－新井口－五日市
此站與西廣島站之間正在構思建設JR古江站。

## 注腳
1. ↑  《国鉄監修 交通公社の時刻表》1987年4月號中，車站沒有綠色窗口。在1988年4月號車站設有綠色窗口
2. 1 2  現時相等於「通勤快車」。
3. ↑  2003/3/14前名為「山陽城市快車」，在2003/3/15後名為「通勤快車」。
4. ↑  2009年度起整合王「城市快車」に統合。
5. ↑  廣島市統計書
6. ↑  , 中國新聞, 2006-01-04, （原始内容存档于2006-01-10）

## 外部連結
- 新井口｜車站資訊：JR出門網 - 西日本旅客鐵道